# Yoshimar Yotún
Víctor Yoshimar Yotún Flores (født 7. april 1990 i Callao, Peru), er en peruviansk fodboldspiller (venstre back/midtbane). Han spiller for Orlando City i Major League Soccer.
Yotún har tidligere spillet for blandet andet Sporting Cristal i hjemlandet, brasilianske Vasco da Gama samt Malmö FF i Sverige. Hos Malmö var han med til at vinde det svenske mesterskab to gange.

## Landshold
Yotún debuterede for Perus landshold 8. februar 2011 i en venskabskamp mod Panama. I 2013 scorede han sit første mål for holdet i et opgør mod Bolivia. Han har repræsenteret sit land ved adskillige udgaver af de sydamerikanske mesterskaber, Copa América, og ved VM 2018 i Rusland.